# Fissidens socialis
Fissidens socialis är en bladmossart som beskrevs av C. Müller 1869. Fissidens socialis ingår i släktet fickmossor, och familjen Fissidentaceae. Inga underarter finns listade i Catalogue of Life.